# Joseph Kasa-Vubu
Joseph Kasavubu (Tshela, Mayumbé, 1915 – Boma, 24 de marzo de 1969). Político de la República Democrática del Congo, fue el primer presidente de la República Democrática del Congo.
Fue seminarista en Mbata-Kiela, pero al ser considerado demasiado independiente para llegar al sacerdocio, cursó estudios en la Escuela Normal. Al considerar el sueldo que recibía inadecuado a su formación, pronto dejó su carrera docente, y se empleó en la empresa Agrifo en 1942, como contable en el Servicio de Finanzas del Gobierno colonial.	
En la capital, Léopoldville, sintió las influencias a veces divergentes de los distintos grupos de congoleños evolucionados. Se dará a conocer como dirigente de la organización nacionalista bakongo ABAKO. Fue elegido alcalde de Dendale en 1957. Participó en las conversaciones para la independencia del país de Bélgica, siendo elegido Presidente de la república en 1960. Enfrentado constantemente con sus primeros ministros, fue especialmente señalada su participación en el complot para terminar con la vida de Patrice Lumumba. También se enfrentó al poder legislativo, y terminó siendo depuesto por un golpe de Estado encabezado por Joseph Mobutu (el mismo del que se había servido para eliminar a Lumumba) en 1965. En 1966 fue nombrado senador vitalicio.

## Biografía

### Primeros años
Joseph Kasavubu nació en el pueblo de Kuma-Dizi, en el distrito de Mayombe (actual Kongo central) del Congo Belga entre 1910 y 1913. Fue educado primeramente en el lenguaje kikongo. Había rumores de que era nieto de un trabajador chino llegado al Congo para trabajar en una línea de ferrocarril entre Matadi y Léopoldville. Su madre era miembro de la tribu Bakongo. En 1925, tomó Joseph como nombre de pila, y sus padres lo enviaron a recibir una educación católica en Mbata Kiela. Kasavubu estudió teología y filosofía en el seminario Kabwe hasta 1939 pero antes de la graduación, optó convertirse en un maestro en lugar de sacerdote. Más tarde se convirtió al protestantismo.

### Carrera política
Kasavubu pasó a trabajar como agrónomo, tenedor de libros y funcionario antes de alcanzar el rango de oficial mayor, el más alto nivel de empleo disponible para un congoleño bajo el dominio colonial belga. Kasavubu comenzó a trabajar para una semi-clandestina organización política cuando aún era empleado por las autoridades coloniales. En 1955, Kasavubu fue elegido líder de la ABAKO (Alliance des bakongo), hecha principalmente por su propio pueblo, en todo el río Congo. Bajo su liderazgo, la organización participó en las primeras elecciones democráticas municipales en 1957, siendo elegido alcalde del distrito de Dendale.
Por aquel entonces, Kasavubu comenzó a ser conocido como uno de los principales dirigentes independentistas congoleños. Kasavubu apoyaba una independencia gradual de Bélgica en un período de 30 años, pero debido a las demandas y a la fuerza ganada por ABAKO accedió a exigirla cuanto antes. En su discurso de toma de posesión como alcalde de Dendale, Kasavubu reiteró su demanda de independencia, obteniendo una reprimenda por parte de las autoridades coloniales belgas, lo que sólo reforzó su imagen de líder congoleño. El 4 de enero de 1959, se desataron unos disturbios en la capital de Léopoldville, ABAKO intentó organizar una reunión política con los dirigentes belgas, pero la solicitud fue rechazada. Kasavubu fue detenido, junto con varios otros líderes, y encarcelado por incitar a los disturbios. Fue puesto en libertad dos meses después.

### Presidente de la República Democrática del Congo: 1960-1965

#### Independencia
Tras la independencia formal del Congo Belga, ABAKO obtuvo una mayoría considerable en el parlamento, pero no una mayoría absoluta. En un compromiso político, se acordó que Patrice Lumumba, del Movimiento Nacional Congolés (MNC) sería primer ministro, y Kasavubu se enfrentaría a Jean Bolikango, un antiguo mentor del ABAKO, por la presidencia. Kasavubu fue elegido presidente y tomó posesión del cargo el 30 de junio de 1960. La nueva república fue interrumpida inmediatamente por las luchas políticas y militares y los movimientos secesionistas regionales. El gobierno central estaba paralizado por el conflicto entre el más conservador presidente Kasavubu y el primer ministro de izquierda Lumumba. Mientras Lumumba abogó por un gobierno central más fuerte, Kasavubu prefería una forma más descentralizada de gobierno que diera poder autónomo a las provincias bajo un sistema federal.
Kasavubu era conocido como alguien "misterioso", por su costumbre de dar respuestas ambiguas al ser confrontado. Su papel como jefe de Estado era teóricamente ceremonial y mucho menos influyente que el papel de Lumumba como primer ministro. Durante la conmoción inmediata posterior a la independencia, Kasavubu dio algunos pasos e hizo algunas afirmaciones definitivas, así como Lumumba solicitó asistencia internacional a los Estados Unidos, las Naciones Unidas y la Unión Soviética.

#### Crisis del Congo y derrocamiento
Cuando habían pasado 67 días desde su toma del poder, Patrice Lumumba fue cesado por Kasavubu el 5 de septiembre. Lumumba, por su parte, trató (sin éxito) de destituir a Kasavubu. El punto muerto resultante culminó con la toma del poder del comandante Joseph Désire Mobutu el 14 de septiembre. A partir de ese momento, Lumumba permaneció bajo arresto domiciliario en la residencia del primer ministro. Durante los próximos cinco años, Kasa-Vubu presidió una sucesión de gobiernos débiles. Mobutu tomó el poder por segunda vez el 25 de noviembre de 1965, pero está vez depuso a Kasavubu y, posteriormente, se declaró jefe de Estado.
Kasa-Vubu murió en un hospital en Boma cuatro años después, en 1969, posiblemente después de una larga enfermedad.